# Univariable
En matemàtiques, el terme univariable es refereix a una expressió, equació, funció o polinomi que té només una variable. En cas que tinguin més d'una variable s'anomenen multivariables. En alguns casos la distinció entre els casos univariable i multivariable és fonamental: per exemple, el teorema fonamental de l'àlgebra i l'algorisme d'Euclides per polinomis són propietats bàsiques dels polinomis univariables que no es poden generalitzar a polinomis multivariables.
El terme s'utilitza en estadística per distingir una distribució d'una variable respecte d'una distribució de diverses variables.